# Коновалова (Иркутская область)
Коновалова — деревня в Тайшетском районе Иркутской области России. Входит в состав Нижнезаимского муниципального образования. Находится примерно в 21 км к северо-востоку от районного центра.

## Население
По данным Всероссийской переписи, в 2010 году в деревне проживало 86 человек (45 мужчин и 41 женщина).